# Saint-Ségal
Saint-Ségal (tiếng Breton: Sant-Segal) là một xã của tỉnh Finistère, thuộc vùng Bretagne, miền tây bắc Pháp.

## Dân số
Người dân ở Saint-Ségal được gọi là Saint-Ségalais.